# Pałac w Dalborowicach
Pałac w Dalborowicach (niem. Schloss Boguslawitz) – pałac z XIX w. we wsi Dalborowice, w powiecie oleśnickim, wpisany do rejestru zabytków nieruchomych województwa dolnośląskiego.

## Historia
Zabytkowy, piętrowy pałac o powierzchni 750 m², wybudowany po 1852 na planie prostokąta w stylu eklektycznym nawiązującym do klasycyzmu, manieryzmu i neogotyku; kryty dachem dwuspadowym. Po bokach ściany frontowej dwa szczyty. Główne wejście w portyku (ganku) z dwoma arkadami, zwieńczonym balkonem z kamienną balustradą. Obiekt jest częścią zespołu pałacowego, w skład którego wchodzą jeszcze: park krajobrazowy, zabudowania folwarczne pochodzące z pocz. XX w.